# Kolzam SPA-66
Kolzam SPA-66 (seria SN81) – dwuczłonowy autobus szynowy eksploatowany przez Polregio, wcześniej Polskie Koleje Państwowe, produkowany w latach 1988–1990 przez Kolzam Racibórz. Jego eksploatację zakończono w 2015 roku.
Pojazd ten został zbudowany na podstawie drezyny inspekcyjnej WOA-29, co spowodowało ograniczenia konstrukcyjne (np. brak toalet lub przejść międzywagonowych), które pojawiły się dopiero podczas modernizacji. Doświadczenia zdobyte podczas budowy i eksploatacji pomogły w budowie kolejnych pojazdów tego typu, szczególnie w SA104 – wersji rozwojowej SN81.

## Historia

### Geneza
Postępujący spadek znaczenia kolei w ruchu pasażerskim w Europie po drugiej wojnie światowej spowodował budowę i eksploatację wagonów motorowych na liniach lokalnych. W Polsce jednak spalinowe zespoły trakcyjne zaczęły pojawiać się dopiero w połowie lat 50, jednak ich dostawy dla PKP skończyły się w połowie lat siedemdziesiątych. Od 1975 do 1988 polski przemysł środków transportu nie wyprodukował żadnego spalinowego pojazdu trakcyjnego tej klasy i poza pojazdami wąskotorowymi ustał import takich maszyn.
Kryzys lat 80. spowodował zmniejszenie zapotrzebowania na przewozy pasażerskie, a ponadto kolej musiała konkurować z coraz lepszą ofertą przewoźników autobusowych. Kolejnym impulsem do modernizacji parku taborowego był zaawansowany wiek dotychczas stosowanych pojazdów, z których najmłodsze miały 13 lat, natomiast najstarsze prawie 40 i kres ich eksploatacji był planowany na pierwszą połowę lat 90..
17 lipca 1989 dyrektor generalny PKP zatwierdził program budowy autobusów szynowych, w którym powołano się na pozytywne wyniki użytkowania SN81. Program przewidywał dostawę 220 szynobusów - jego wykonawcą zostały ZNTK Poznań wytwarzające szynobusy SA101.

### Budowa

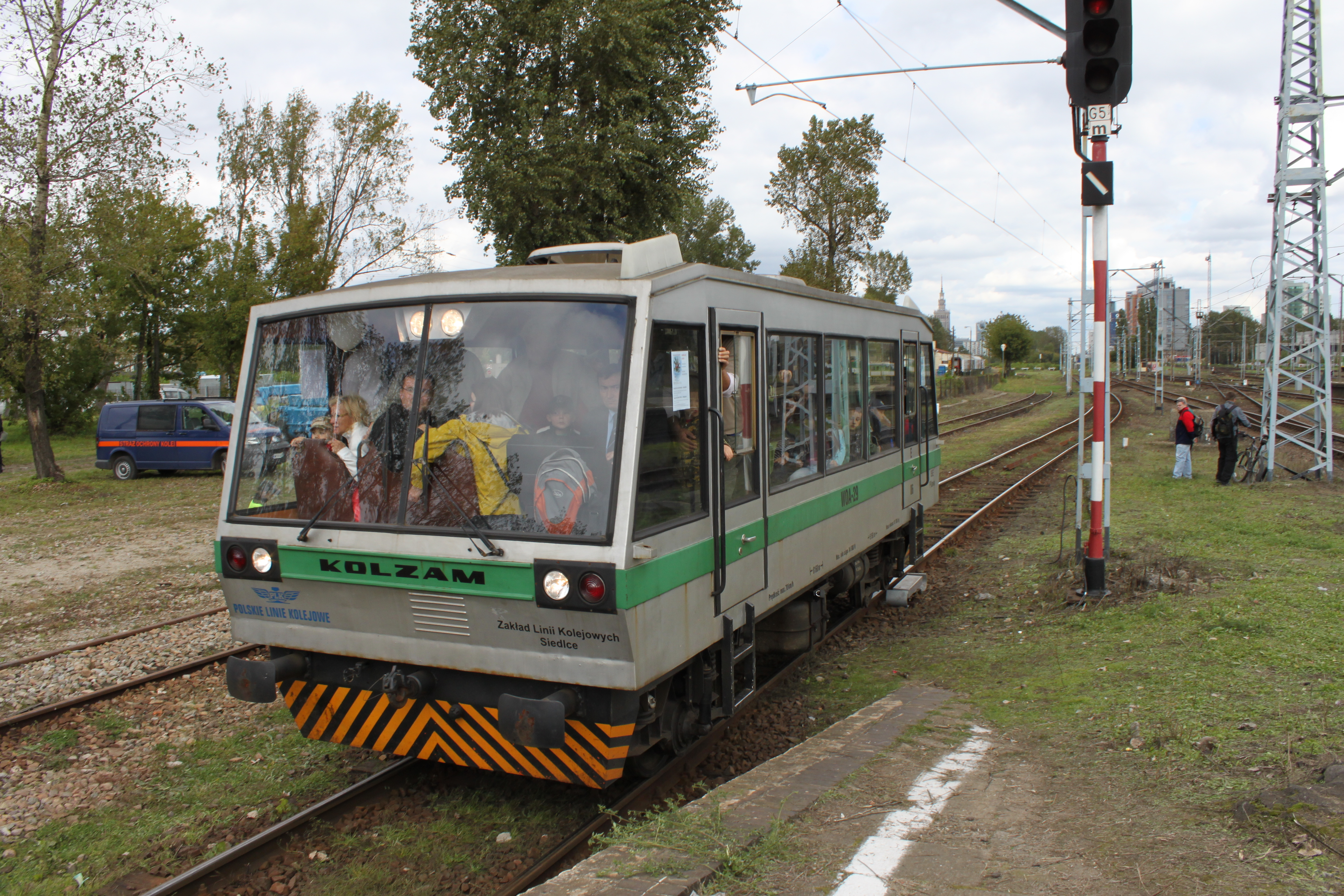
Drezyna WOA29

W tej sytuacji dyrekcja firmy Kolzam, producenta lekkich drezyn inspekcyjnych, postanowiła zbudować lekki pojazd szynowy przeznaczony do obsługi pasażerskiego ruchu lokalnego. W celu zaoszczędzenia czasu oraz środków nowy pojazd został wykonany na podstawie projektu drezyny inspekcyjnej. Pierwszy egzemplarz był gotowy w 1988 roku. Łącznie powstało 6 pojazdów, w tym 1 dla PKP LHS.

## Konstrukcja

### Silnik

#### SN81-001
W pierwszym, prototypowym egzemplarzu SN81 zostały zamontowane wolnossące silniki wysokoprężne SW-400, wyprodukowane przez Wytwórnię Silników Wysokoprężnych Andoria z Andrychowa. Silniki te mają moc maksymalną 125 KM i pojemność 6540 cm3. Silniki tego typu są wykorzystywane do napędzania między innymi małych ciężarówek i średnich autobusów oraz maszyn rolniczych.

#### Pozostałe
W kolejnych szynobusach zastosowano inną jednostkę napędową tego samego producenta – silnik 6CT107 o mocy 170 KM i pojemności 6529 cm3; większa moc jest efektem zastosowania turbodoładowania oraz większego stopnia sprężania. 6CT107 jest o 100 kg cięższy od SW-400 co powoduje, że wyposażone w niego szynobusy są cięższe niż SN81-001; różnica jest jednak na tyle mała, że nie wpłynęła na zmianę oznaczenia.

### Toalety
Fabrycznie SN81 nie były wyposażone w toalety; dopiero podczas modernizacji zostały one zamontowane w SN81-003 i SN81-004.

## Eksploatacja

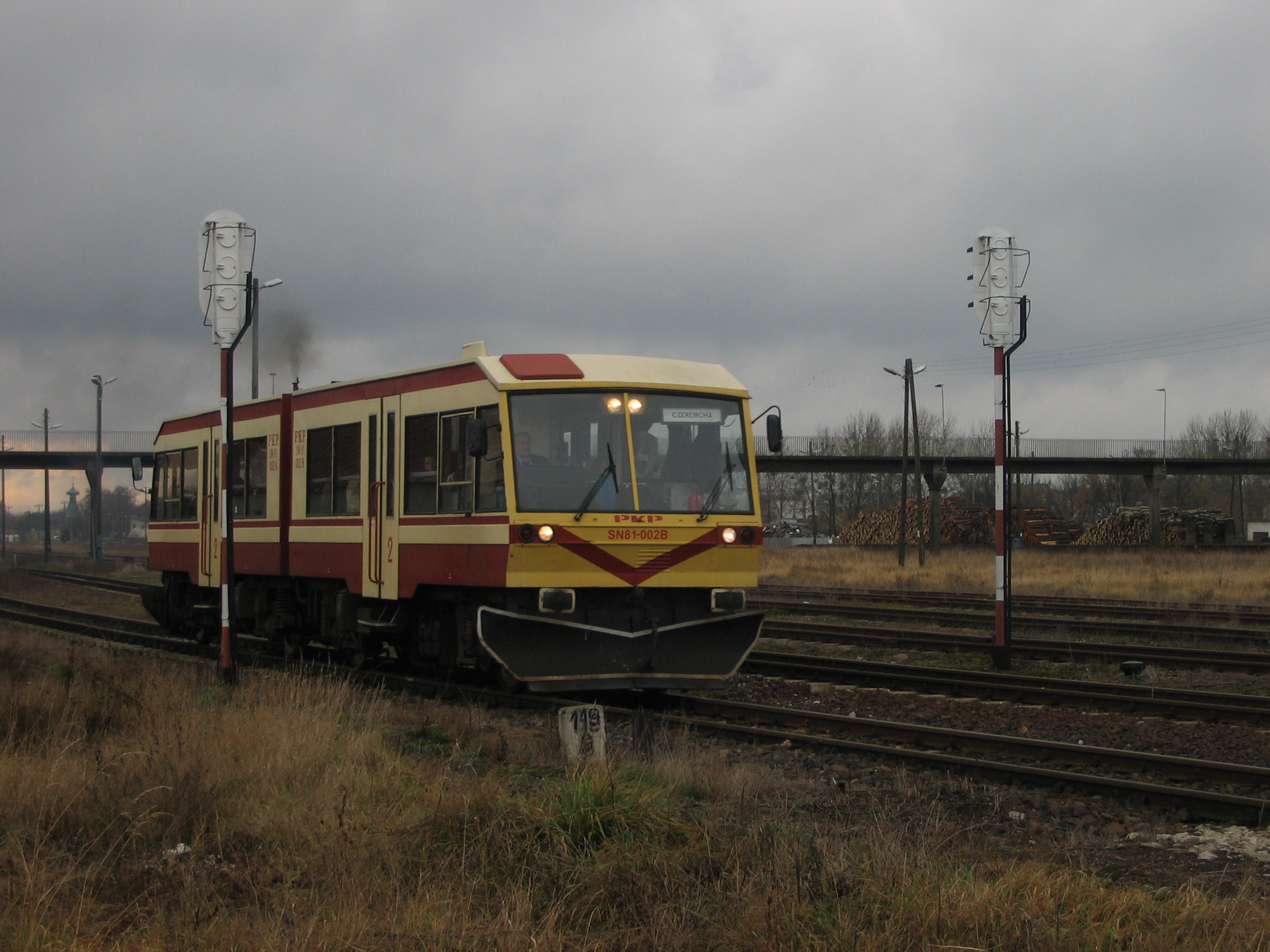
SN81-002 jako pociąg osobowy nr 88632 relacji Hajnówka-Czeremcha

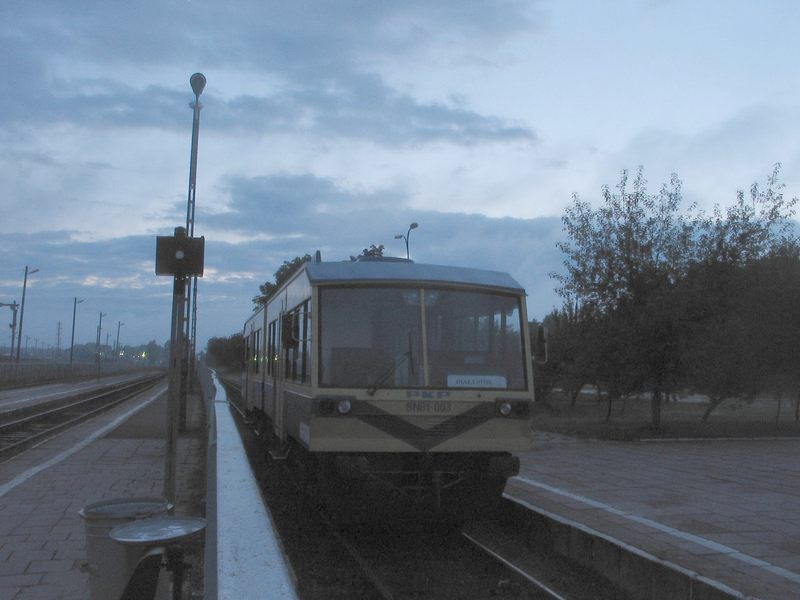
SN81-003 w Czeremsze

### SN81-001
Wszystkie normalnotorowe SN81 zostały początkowo przypisane do lokomotywowni Racibórz, jednakże już 1 czerwca 1990 SN81-001 został przydzielony do lokomotywowni Kędzierzyn-Koźle. Przed 1997 szynobus ten został przydzielony lokomotywowni Czeremcha na Podlasiu, skąd 1 lipca 1997 został przekazany do Zakładu Taboru w Białymstoku. Szynobus ten do końca pozostał na Podlasiu, zmieniając tylko swój przydział podczas zmian nazw podmiotu zajmującego się utrzymaniem taboru w Białymstoku.
W lipcu 2008 SN81-001 uległ kolizji na przejeździe kolejowo-drogowym w okolicy Strabli. W wyniku wypadku pękła ostoja wagonu, co uczyniło remont całkowicie nieopłacalnym. Pojazd ten został przewieziony do Warszawy i umieszczony przed siedzibą Przewozów Regionalnych jako pomnik. W listopadzie 2018 ze względu na zmianę siedziby Przewozów Regionalnych pojazd został przetransportowany do Łukowa. Na początku 2020 roku został przetransportowany do Czeremchy. 

### SN81-002 i SN81-003
SN81-002 i SN81-003 zostały na Śląsku po przydzieleniu najpierw do Raciborza, potem do Kędzierzyna-Koźla. Później szynobusy był delegowane do Katowic, a następnie stacjonowały jeszcze w Gliwicach, Katowicach oraz Czechowicach-Dziedzicach. W czerwcu 2000 oba trafiły do Lublina. W 2006 SN81-003 został przydzielony do PR Opole, skąd jeszcze w tym samym roku trafił do PR Białystok. W 2007 roku w taką samą zmianę przydziału miał SN81-002, który po niedługim pobycie w Opolu na krótko trafił do PR Białystok. 10 października oba pojazdy zostały wpisane na stan PR Gdynia i stacjonowały w Chojnicach, gdzie obsługiwały mniej obłożone połączenia w węźle chojnickim. Pojazdy te zostały wycofane z Podlaskiego ZPR ze względu na zastąpienie ich nowymi pojazdami serii SA133. 3 listopada 2014 zakończono eksploatację jednostki 003, a 2 lutego 2015 jednostki 002. Powodem wycofania ich z eksploatacji było osiągnięcia wieku kwalifikującego je do naprawy głównej. 6 grudnia obie jednostki zostały zezłomowane.

### SN81-004 i SN81-006
SN81-004 i SN81-006 miały podobny do siebie przebieg służby. Od początku jeździły na Podlasiu, najpierw w lokomotywowni Czeremcha, później Białystok. Ich zmiany przydziału, oprócz krótkiej delegacji SN81-004 do Opola w 2005 roku, były związane wyłącznie ze zmianą struktur właściciela. W SN81-004 doszło do zmiany oznaczeń członów, jednakże był to zabieg formalny.
W grudniu 2012 SN81-006 został przydzielony do Łódzkiego Zakładu Przewozów Regionalnych do obsługi linii Tomaszów Mazowiecki – Opoczno. 12 stycznia 2013 ze względu na liczne awarie SN81-006 dodatkowo do bazy ŁZPR przeniesiono SN81-004. 2 września SN81-006 uderzył w samochód ciężarowy, co w połączeniu z awaryjnym wyłączeniem SN81-004 spowodowało konieczność wprowadzenia autobusów zastępczych na trasie Tomaszów – Opoczno. Uszkodzenia SN81-006 okazały się na tyle poważne, że pojazd przeznaczono do kasacji. W grudniu 2013 SN81 zostały ostatecznie zastąpione przez SA135 zakupione przez Przewozy Regionalne. W lipcu 2015 SN81-004 i 006 zostały wystawione na sprzedaż. Pierwszy z nich w wyniku postępowania przetargowego został nabyty przez Mogileńskie Stowarzyszenie Miłośników Kolei 
a pociąg aktualnie stacjonuje w Jaworzynie Śląskiej.

## Nazwa
Nazwa SN81 oznacza:
- S – rodzaj trakcji (spalinowa),
- N – wagon motorowy dostosowany do niskich peronów,
- numer z przedziału 80–89 – przekładnia hydrauliczna, sterowanie wielokrotne, lecz wagony te ani nie posiadały przekładni hydraulicznej (tylko mechaniczną), ani nie miały sterowania wielokrotnego.